# Aquatinta

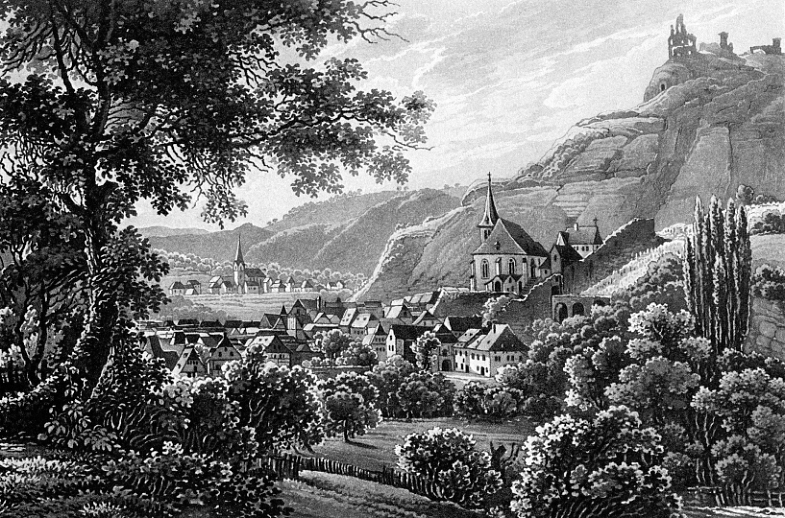
Aquatinta von Karl Bodmer: Die Stadt Traben-Trarbach und die Grevenburg an der Mosel (1841)

Die Aquatinta, auch als Tuschätzung, Bistermanier oder Ätzlavierung bezeichnet, ist ein spezielles Verfahren der künstlerischen Druckgrafik, bei dem über Flächenätzung Halbtöne erzeugt werden. Sie gilt als eine der malerischsten Tiefdrucktechniken.

## Geschichte
Die Aquatinta-Technik beruht auf einem Ätzvorgang. „Dies will auch der Name besagen: der dunkle Plattenton (tinta) wird durch die Säure (aqua fortis) hergestellt.“ Als zweite Flächentechnik im Tiefdruck nach der Schabkunst wurde sie zwischen 1765 und 1768 von Jean Baptiste Leprince erfunden. Vielfach wird das Aquatinta-Verfahren mit der Strichätzung der Radierung kombiniert. Die im Aquatinta-Verfahren ausgeführten Graphiken ähneln lavierten Tuschezeichnungen.
Die Aquatinta-Technik wurde von Künstlern wie Francisco de Goya und Wilhelm von Kobell um 1800 zur Perfektion gebracht. Im 20. Jahrhundert nutzten sie Künstler wie Otto Dix, Joan Miró oder Pablo Picasso intensiv.

## Verfahren

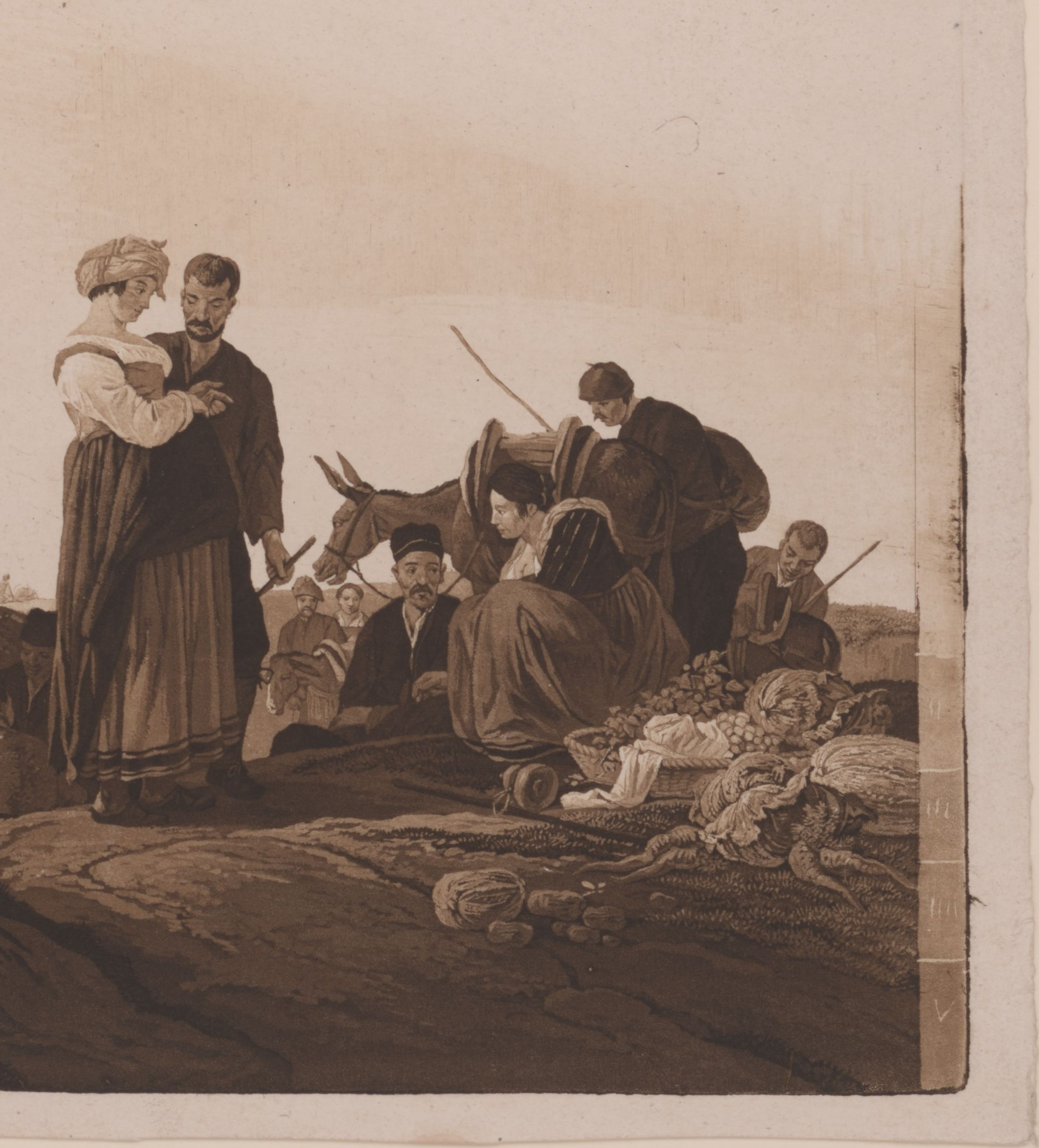
Wilhelm von Kobell: La caravanne en repos, 1801, Detail; die Ätzstufen am rechten Rand wurden später für den Auflagendruck entfernt.

Als Ausgangsmaterial für eine Aquatinta-Radierung wird eine Metallplatte, in der Regel aus Zink oder Kupfer verwendet. Diese Platte wird entfettet, mit pulverisiertem Harz, Kolophonium oder Asphalt bestäubt und von unten her vorsichtig erhitzt, so dass die Harzkörnchen auf der Platte anschmelzen. Das Abdecken mit Abdecklack erfolgt vor jedem weiteren Ätzgang. Damit entsteht ein Rasterkorn auf der Platte. Verschiedene Grautöne erreicht man dadurch, dass die Platte mehrfach geätzt und dabei jeweils zunehmend abgedeckt wird. Mit jedem weiteren Abdeck- und Ätzvorgang wird ein dunklerer Halbton (Graustufe) hinzugefügt. In den Vertiefungen der Druckplatte bleibt beim Druck die Farbe haften, wobei die Farbaufnahme von der Feinheit des Rasterkorns, dessen Dichte und der Tiefe der Ätzung bestimmt wird.
Da Aquatintaplatten besonders empfindlich sind, können ohne Verstahlung nicht mehr als 100 qualitätsvolle Abzüge zustande kommen. Durch Verstahlung kann zwar eine höhere Auflage erreicht werden, zugleich geht aber häufig die Zartheit dieser Technik, die ihren künstlerischen Reiz oftmals wesentlich bestimmt, wieder verloren.

### Weitere Formen des Verfahrens

#### Salz-Aquatinta
Auf einen dünn aufgetragenen Wachsgrund wird eine gleichmäßige Schicht Salz gestreut. Beim Erwärmen der Platte sinkt dieses durch die schmelzende Wachsschicht bis auf die Metallplatte. Im Wasserbad löst sich das Salz auf und hinterlässt in der Deckschicht ein Netz von Löchern, durch das die Säure auf die Metallplatte einwirkt und einen gleichmäßigen, netzförmigen Flächenton erzeugt.

#### Sandpapier-Aquatinta
Auf eine mit Ätzgrund bedeckte Kupferplatte wird ein Sandpapier gelegt und beides durch die Druckpresse gedreht. Der Ätzgrund wird durchlöchert, das Säurebad kann das Metall angreifen. Es entsteht dabei eine pointillistisch granulierte Fläche.

#### Weingeist- oder Craquelure-Aquatinta
Harz wird in Weingeist (Ethanol) gelöst und auf die Metallplatte aufgegossen; beim Verflüchtigen des Alkohols entsteht ein lebhaftes Netz von Sprüngen, durch die das Säurebad angreifen kann. Das Ergebnis ist ein lebhafter Flächenton.

#### Reservage
Falls keine Tiefätzung erfolgen soll, muss zunächst eine Beschichtung mit Kolophonium oder Asphalt wie bei der Aquatinta erfolgen. Die Reservage verwendet konzentrierte Zucker- und Gummiarabikumlösungen, die mit einem Pinsel auf die Metallplatte gezeichnet werden. Ein darüber gelegter Ätzgrund wird in heißem Wasser durch den sich lösenden Zucker bzw. den quellenden Gummi an den gezeichneten Stellen abgesprengt, die dadurch zum Ätzen freigelegt werden. Insgesamt entstehen bei dieser Technik etwas rauere Konturen als bei anderen Aquatinta-Techniken.

#### Carborundum
Auch als Kunstharz-Aquatinta oder Malermanier bezeichnet.
Dabei wird Siliciumcarbid (Carborundum®) oder Sand mit Kunstharz vermischt und auf die Platte aufgetragen (gemalt). Damit entsteht ein Punktraster ohne Ätzung. Die Farbe wird auf die Platte aufgetragen und haftet an allen Stellen, an denen die Carborundumschicht vorhanden ist. An den blanken Stellen der Druckplatte lässt sich die Farbe wieder abwischen. Carborundum-Drucke zeichnen sich durch satte Farbigkeit aus, weil in den Flächen viel Farbe anhaften kann.

#### Weichgrundätzung
Für die Vernis-mou-Radierung wird nach dem Auftrag des Aquatintakorns ein „weicher“ Abdecklack aufgetragen, der sich durch Papier oder andere Stoffe wieder von der Platte abheben lässt. Dafür sind Stoffe, Papier, Gegenstände usw. geeignet. Die Stellen, an denen der Abdecklack „abgehoben“ wurde, liegen für die Ätzung frei.

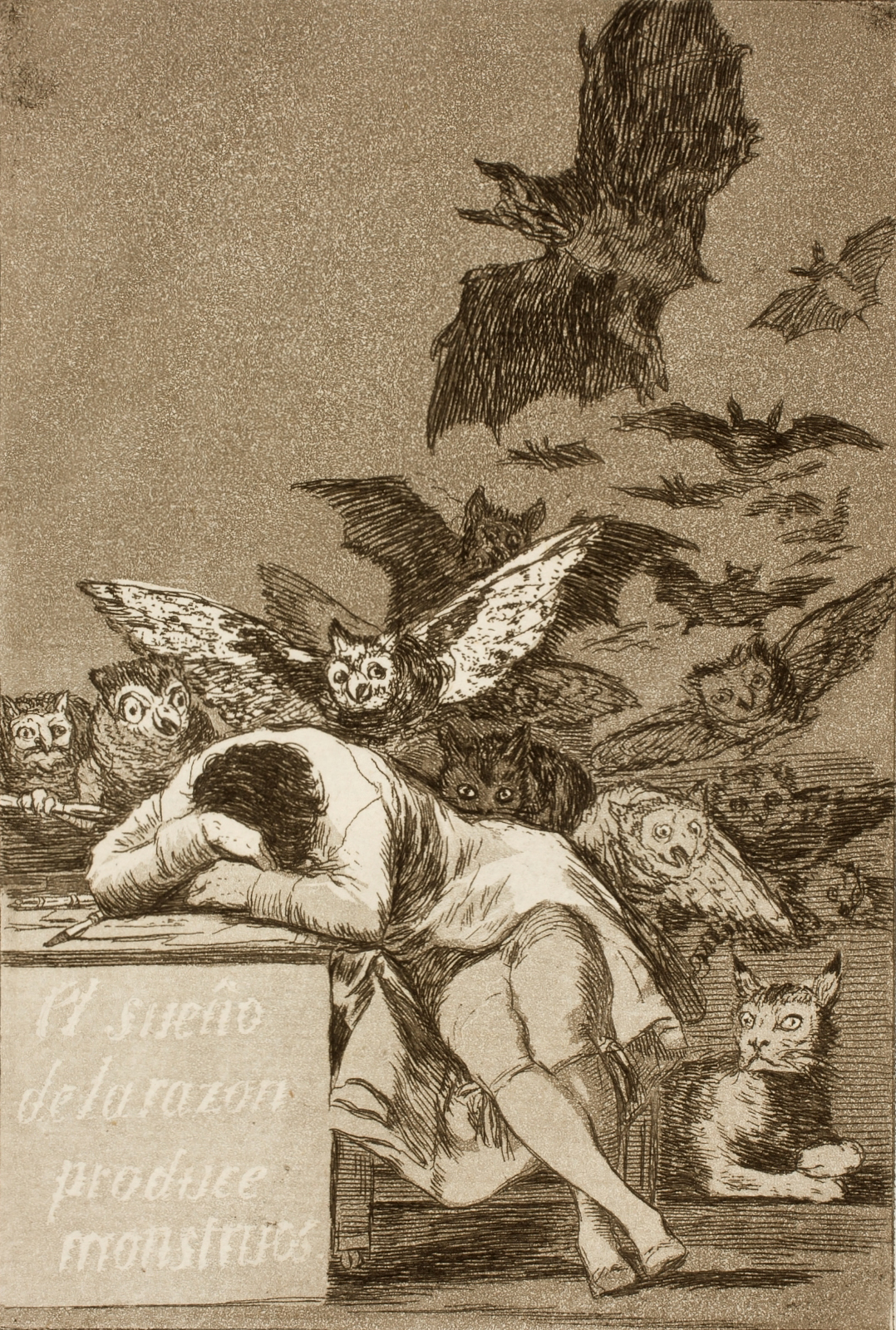
Der Schlaf der Vernunft gebiert Ungeheuer, Aquatinta aus der Serie Los Caprichos von Francisco de Goya
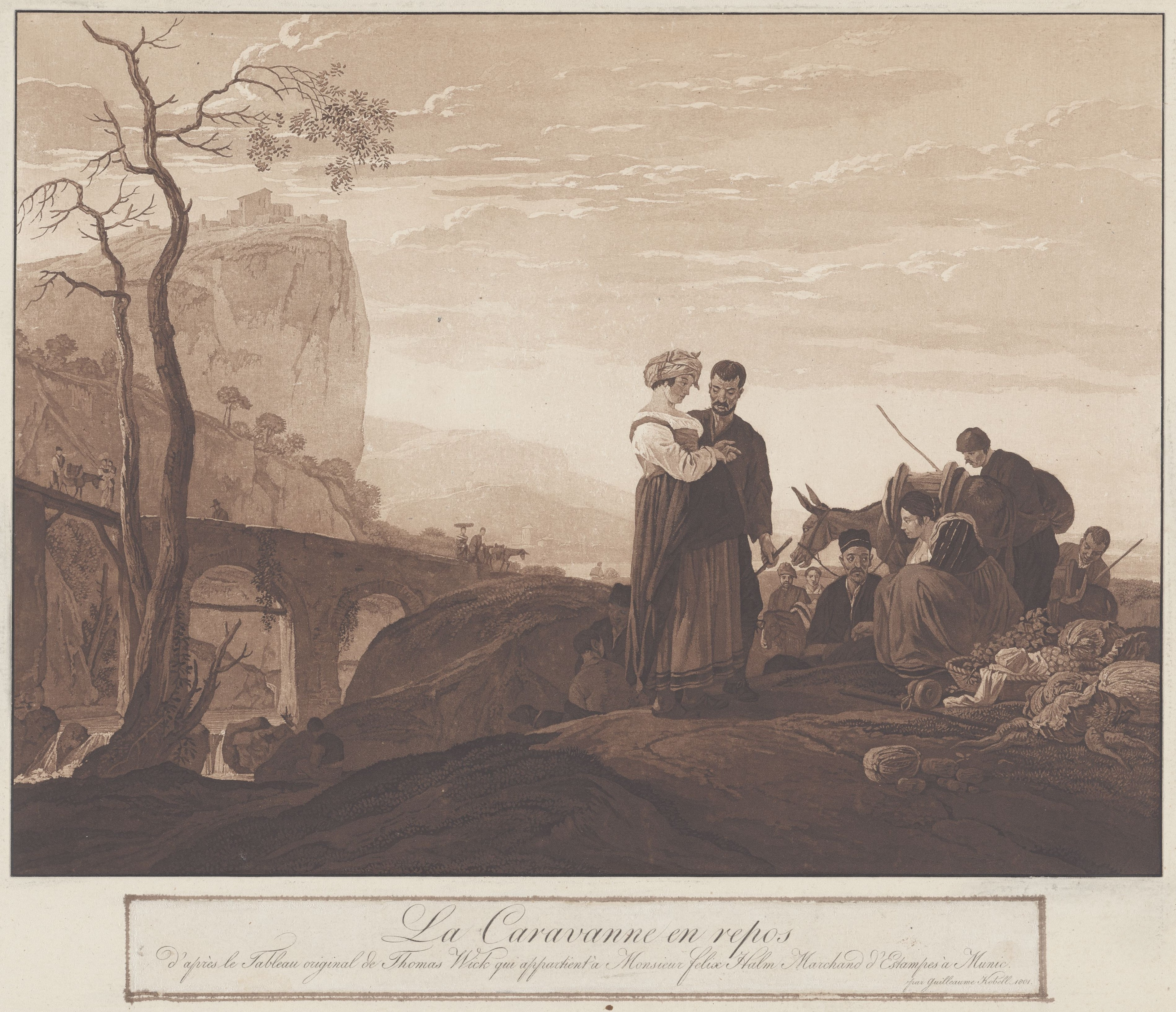
Wilhelm von Kobell: La caravanne en repos, 1801, Aquatinta, eine Reproduktionsgrafik nach einem Gemälde von Thomas Wijck
Wolfram Gothe: Landschaft, 1988, Aquatinta
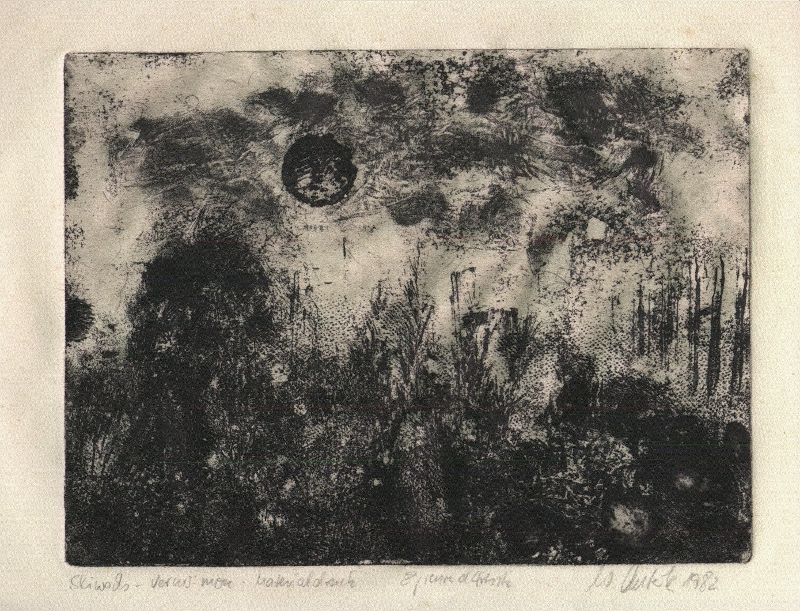
Wolfgang Autenrieth: Mond 1, 1982, Aquatinta mit Vernis mou